# Öykü Karayel
Öykü Karayel (Isztambul, 1990. augusztus 20. –) török színésznő.

## Élete és pályafutása
Öykü Karayel 1990. augusztus 20-án született Isztambulban. Van egy ikertestvére, akit Ezginek hívnak.
Első szerepét a hazánkban is vetített Kuzey Güney - Tűz és víz című sorozatban, Cemre Çayakot alakította, ahol Kıvanç Tatlıtuğ-val és Buğra Gülsoy-jal együtt volt főszereplő. 
A Piszkos pénz, tiszta szerelem című sorozatban volt látható 2014-ben, ahol İpeket alakította.
A szultána című sorozatban Dilruba szultánaként pedig 2016-től látható.
A sors útvesztői (2021-2022) című sorozatban Asiyét, az egyedülálló kétgyermekes anyát alakította, partnere Akın Akınözü volt.

## Filmográfia

### Filmek
| Év   | Eredeti cím          | Magyar cím | Szerep      | Magyar hang |
| ---- | -------------------- | ---------- | ----------- | ----------- |
| 2015 | Bulantı              |            | Aslı        |             |
| 2015 | Dust                 |            | Azra Naziri |             |
| 2017 | İşe Yarar Bir Şey    |            | Canan       |             |
| 2018 | Put Şeylere          |            | Elif        |             |
| 2021 | Dijital Sahne: Martı |            | Nina        |             |

### Sorozatok
| Év        | Eredeti cím               | Magyar cím                    | Szerep                     | Magyar hang                   |
| --------- | ------------------------- | ----------------------------- | -------------------------- | ----------------------------- |
| 2008      | Beni Unutma               |                               | Aygül                      |                               |
| 2011–2013 | Kuzey Güney               | Kuzey Güney – Tűz és víz      | Cemre Çayak                | Szinetár Dóra                 |
| 2014–2015 | Kara Para Aşk             | Piszkos pénz, tiszta szerelem | İpek                       | Bognár Anna                   |
| 2016      | Muhteşem Yüzyıl: Kösem    | A szultána                    | Dilruba szultána (felnőtt) | Szinetár Dóra Andrádi Zsanett |
| 2017–2018 | Kalp Atışı                |                               | Doctor Eylül Erdem         |                               |
| 2018–2019 | Muhteşem İkili            |                               | Yağmur Bulut               |                               |
| 2019      | Jet Sosyete               |                               | Sinem                      |                               |
| 2020      | Ethos                     |                               | Meryem                     |                               |
| 2021–2022 | Kaderimin Oyunu           | A sors útvesztői              | Asiye Yılmaz               | Gyöngy Zsuzsa                 |
| 2022      | İbrahim Selim ile Bu Gece |                               | Kendisi                    |                               |
| 2023      | Kin                       |                               | Nuray                      |                               |

## Színház
| Év   | Cím                        | Szerep       |
| ---- | -------------------------- | ------------ |
| 2010 | Güzel Şeyler Bizim Tarafta | Ayşe         |
| 2014 | Killer Joe                 | Dottie Smith |
| 2019 | Terk                       | Ügyfél       |